# Wendl-Tubus

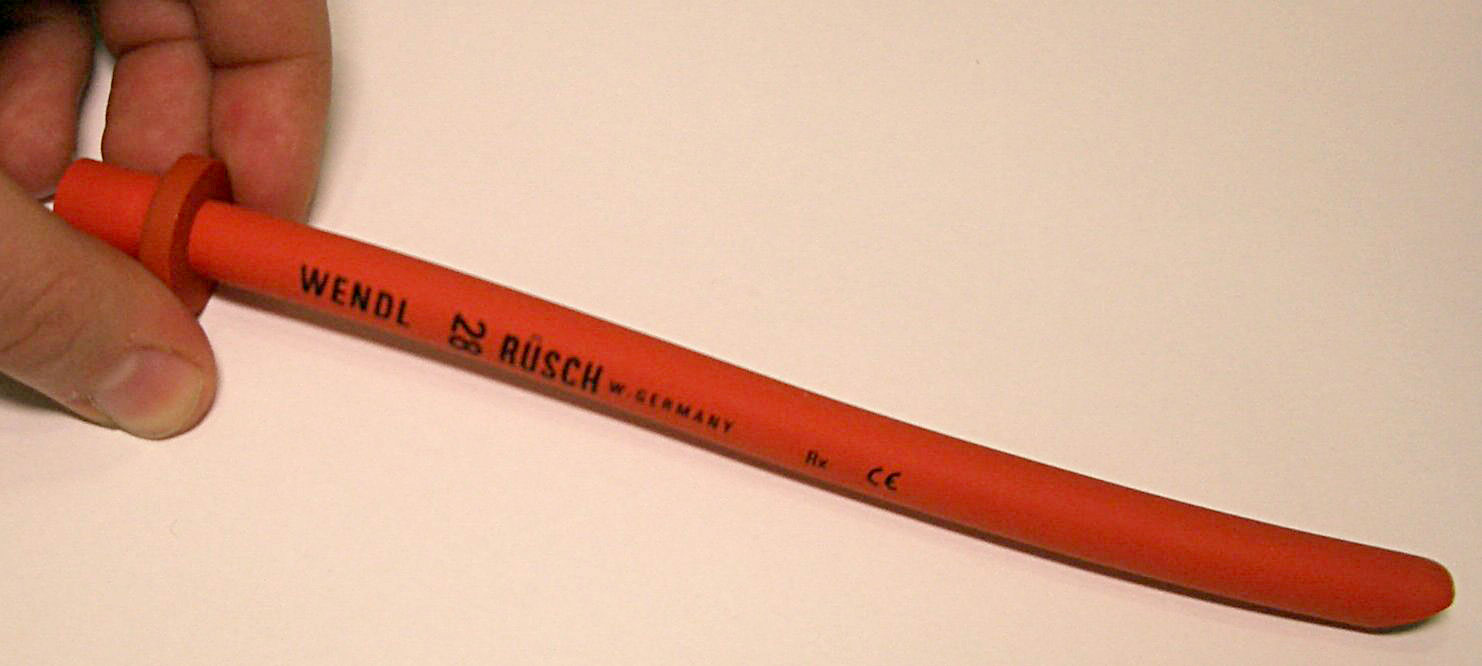
Wendl-Tubus

Ein Wendl-Tubus (1958 vorgestellt von Hans Karl Wendl) oder Nasopharyngealtubus nach Wendl ist ein über die Nase einzuführender Tubus aus weichem Gummi oder Kunststoff, dessen Spitze im Rachen zum Liegen kommt. Der Wendl-Tubus dient dem Freihalten der Atemwege (in der Notfallmedizin, wenn keine endotracheale Intubation oder Beatmung über Larynxmaske oder Combitubus erfolgt, oder bei Patienten in der postoperativen Phase nach einer Narkose), indem er die Verlegung des Rachenraums durch den zurückfallenden Zungengrund beim bewusstseinsgetrübten Patienten verhindert. Nach Einführen des Wendl-Tubus kann es günstiger sein, den durch einen eventuell zuvor durchgeführten Lebensrettenden Handgriff überstreckten Kopf des Patienten in seiner Haltung zu belassen.
Der Wendl-Tubus wird bei noch vorhandenen Schutzreflexen in der Regel besser toleriert und löst seltener einen Würgereiz aus als der Guedel-Tubus. Der Guedel-Tubus hat eine ähnliche Funktion, wird jedoch über den Mund eingeführt.
Die Größe von Wendl-Tuben wird in der Einheit Charrière angegeben; erhältlich sind Wendl-Tuben in den Größen Charr. 16 bis Charr. 36 (bei Erwachsenen meist Charr. 24 bis 34, 5,5 bis 8,5 mm) und in Längen von 9 bis 17 cm.

## Weiterführende Literatur
- K. Roberts, H. Whalley, A. Bleetman: The nasopharyngeal airway: dispelling myths and establishing the facts. In: Emerg Med J. 22(6), Jun 2005, S. 394–396. Review. PMID 15911941
- J. W. McIntyre: Oropharyngeal and nasopharyngeal airways: I (1880-1995). In: Canadian journal of anaesthesia = Journal canadien d'anesthesie. Band 43, Nummer 6, Juni 1996, S. 629–635, doi:10.1007/BF03011778, PMID 8773872.
- Walied Abdulla: Interdisziplinäre Intensivmedizin. Urban & Fischer, München u. a. 1999, ISBN 3-437-41410-0, S. 7: Nasopharyngealtubus (Wendl-Tubus).